# 6164 Gerhardmüller
6164 Gerhardmüller là một tiểu hành tinh vành đai chính với chu kỳ quỹ đạo là 1229.0217929 ngày (3.36 năm).
Nó được phát hiện ngày 9 tháng 9 năm 1977.